# Ostrovec (Kladno)
Ostrovec je čtvrť města Kladna, severozápadně od centra, zastavěná převážně rodinnými domy a několika bloky panelové zástavby. Je součástí katastrálního území Kladno a evidenční části Kladno, statisticky je vedena jako základní sídelní jednotka Ostrovec. Nachází se severozápadně od centra, v sousedství částí Podprůhon a Bresson a Západních lesů, při železniční trati 093 Kralupy nad Vltavou – Kladno. Ostrovec vznikl z potřeby ubytovat hornickou populaci, která zde nacházela zaměstnání v dolech Engerth, Průhon a Bresson. V poslední době[kdy?] zde nacházejí místo svého pobytu noví obyvatelé.
V Ostrovci je 363 číslovaných budov, z toho 352 bytových, 1 budova pro krátkodobé ubytování, 1 budova k individuální rekreaci. Dle sčítání v roce 2011 zde bylo 771 bytů, z toho 713 obydlených. Obvyklý počet obyvatel dle sčítání v roce 2011 byl 1818, počet evidovaných obyvatel je podobný. Ve čtvrti je 26 pojmenovaných ulic: Jana Wericha, Jiřího Voskovce, Jaroslava Ježka, Ant. Škváry, Braunova, Závišova, Mahenova, Havlasova, Kosmova, Havířská, J. Lady, Ludvíka Kuby, Ant. Suchého, V. Kratochvíla, Divišova, Lalákova, Jindř. Soukupa, Jana Klímy, Ostrovecká, Ostruhová, Ant. Kymličky, U Engerthu, Na vyhaslém, U Lesa, Na Mýtině, Kamenný vrch.

## Doprava
Do této části města směřovala v minulosti[kdy?] trasa linek MHD 15 (Švermov-okrsek 4 , do roku 2015 i linka 8, do integrace Kladenska v PID linka 3 ale dnes však jen linka číslo 603, která je zařazena a v systému PID . V Ostrovci se nacházejí zastávky „Kladno-Ostrovec“ (v ulici V. Kratochvíla u restaurace a penzionu „68“ poblíž dolu Engerth) a „A. Škváry“ (v ulici Ant. Škváry, na severním okraji západní části Ostrovce v sousedství Západních lesů).
Na jižním okraji Ostrovce vedle Podprůhonu se nachází malá železniční stanice Kladno-Ostrovec na trati 093 Kralupy nad Vltavou – Praha Masarykovo nádraží (linka S45). V této stanici končí většina osobních a spěšných vlaků linek S5 a R45 z Prahy do Kladna.

## Sport
Na Ostrovci se nachází dvě hřiště, jedno s umělým povrchem, basketbalovými koši a okolní sítí, druhé je asfaltové, neudržované a aktuálně ve špatném stavu. Obě jsou součástí panelové zástavby. Čtvrtí též prochází cyklostezka 0017 od roku 2020 doplněna o pumptrack, který je vedle části cyklostezky souběžně jdoucí s ulicí Antonína Škváry.

## Osobnosti
Vyrůstal zde světoznámý hokejista Jaromír Jágr, bydlí zde jeho matka Anna Jágrová a do své smrti v roce 2022 zde žil i jeho otec Jaromír.